# Норинск (Забайкальский край)
Норинск — посёлок в Приаргунском районе Забайкальского края, Россия. Входит в состав сельского поселения «Пограничнинское».

## История
В 1966 г. указом президиума ВС РСФСР поселок фермы № 3 Пограничного совхоза переименован в Норинск.

## Население
| 2010 | 2021 |
| ---- | ---- |
| 180  | ↘162 |